# Сантандер (комарка)

Сантандер (ісп. Comarca de Santander) — комарка (район) в Іспанії, входить в провінцію Кантабрія у складі автономного співтовариства Кантабрія.

## Муніципалітети
1. Ель-Астієро
2. Камарго (Кантабрія)
3. М'єнго
4. Пенагос
5. П'єлагос
6. Санта-Крус-де-Бесана
7. Сантандер
8. Вільяескуса (Кантабрія)

| Іспанія | Це незавершена стаття з географії Іспанії. Ви можете допомогти проєкту, виправивши або дописавши її. |

1. ↑  https://www.ine.es/dynt3/inebase/index.htm?padre=525